# Henry Frank
 (mai 2020).
Si vous disposez d'ouvrages ou d'articles de référence ou si vous connaissez des sites web de qualité traitant du thème abordé ici, merci de compléter l'article en donnant les références utiles à sa vérifiabilité et en les liant à la section « Notes et références ».
Pour les articles homonymes, voir Frank.
Ne doit pas être confondu avec Frank Henry .
Henry L. Frank, né en 1851 en Ohio et mort en 1908 à Cincinnati, est un chef d'entreprise américain et politicien basé au Montana.

## Biographie
Henry Frank naît en 1851 en Ohio et était d'ascendance française. Il était un entrepreneur ayant appris par lui-même, et investissait dans la distribution d'alcool, l'immobilier et l'industrie minière. Il a fondé la Silver Bow Electric Light Company, a été président du Butte Water Company et a été le premier président du conseil de fondation du Montana State School of Mines, fonction occupée jusqu'à sa mort.
Ce dernier a aussi était copropriétaire, avec Samuel "Sam" Gebo, de la Canadian-American Coal and Coke Company, qui a opéré une mine de charbon dans le village de Frank, en Alberta. Leur mine a été endommagée dans le célèbre éboulement de Frank en 1903.
Il a été deux fois maire de Butte et a été député des premières et secondes législatures du Montana, représentant le Comté de Silver Bow. En tant que démocrate, il est le président du Comité central d'État en 1896 et a été élu électeur présidentiel du Montana. Il a failli être nommé au Sénat des États-Unis en 1901, au cours d'un débat très tendu où une horloge a même été brisée et où Paris Gibson (en) a éventuellement été choisi. Il a atteint le 33e degré de la franc-maçonnerie et en 1905 est devenu grand-maître de la grande loge du Montana, en plus d'être membre du Benevolent and Protective Order of Elks et des Chevaliers de Pythias (en).
Il meurt dans des circonstances inconnues en 1908, à Cincinnati, où il était venu pour voir sa mère. Certains ont suggéré la maladie mentale ou la dépression comme cause de décès.